# Wilhelm Holder
Wilhelm Holder (* 1542 in Marbach am Neckar; † 24. Juli 1609 in Stuttgart) war ein lutherischer Theologe und Abt des Klosters Maulbronn.

## Leben
Holder durchlief die württembergischen Klosterschulen und studierte anschließend ab 1559 an der Universität Tübingen. Dort war er unter anderem Schüler von Jakob Andreae, dem er besonders folgte, aber auch unter anderen Jacob Heerbrand. Er schloss sein Studium als Magister ab und wurde dort Repetent. Es folgten Stationen als Pfarrer ab 1566 in Derendingen, als Stadtpfarrer ab 1567 in Lauffen am Neckar sowie als Spitalpfarrer und Spezialsuperintendent ab 1570 in Stuttgart.
1571 erfolgte Holders Ernennung zum Konsistorialrat und Stiftsprediger, 1595 dann zum Generalsuperintendent und Abt von Maulbronn. Zudem war er Assessor der württembergischen Landschaft. 1608 trat er auf Grund von Demenz in den Ruhestand. Er war verheiratet mit einer Tochter des Abtes des  Klosters Bebenhausen Eberhard Bidembach der Ältere. Er verstarb am 24. Juli 1609 in Stuttgart.

## Werke (Auswahl)
- Admonitio de Th. Bezae adv. Pappum libello, Tübingen 1580.
- Candor Calvinianus s. Th. Bezae admonitio altera, Tübingen 1582.
- Cuculus Calvinianus s. de gratitudine et modestia Calviniana adv. J. J. Grynaei Apologiam.
- Labyrinthi Sacramentarii prodromus, 1586.
- Asinus avis s. metamorphosis nova, 1587.
- Ad Hieron. Zanchii virulenta convicia, 1587.
- Bericht von zweien alten, vor Jahren gut katholischen, jetzo aber in den Jesuiter Kalender verworfenen Heiligen, dem h. Merito S. Congrui und S. Condigni, Tübingen 1590.
- Mus exenteratus c. Pistorium, unter dem Pseudonym Wilhelmus de Stuttgardia, Tübingen 1593.